# Nuevo Bagdad
Nuevo Bagdad o Al-Jidida (en árabe, بغداد الجديدة) es uno de los nueve barrios que hay en Bagdad, Irak. Esta zona, de mayoría chií y cristiana, cuenta con diez consejos consultivos vecinales y un consejo asesor de distrito. El nombre del distrito fue cambiado por 9 Nisán o Tisa Nisán, haciendo referencia al primer mes del calendario hebreo bíblico, aunque tanto los iraquíes como los medios internacionales siguen usando Nuevo Bagdad.
Desde la invasión de Irak de 2003, el barrio ha sufrido numerosos ataques de forma periódica. Aunque no se trate de una de las zonas más conflictivas de la ciudad, el 19 de febrero de 2007 un doble ataque suicida simultáneo en coche bomba impactó contra el mercado cuando estaba lleno de civiles, causando 120 heridos y unas 60 víctimas mortales, en uno de los peores golpes registrados en el barrio.